# 거제군 (1988년 선거구)
거제군은 대한민국의 옛 국회의원 선거구이다. 당시 경상남도 거제군 지역을 관할했다.

## 역사
제13대 국회의원 선거를 앞두고 충무시·통영군·거제군·고성군 선거구에서 분리되면서 신설되었다.
1989년 1월, 거제군 장승포읍이 장승포시로 승격되었다. 이에 제14대 국회의원 선거를 앞두고 장승포시·거제군 선거구로 개편되었다.

## 역대 국회의원
| 선거   | 정당 | 정당       | 의원   |
| ------ | ---- | ---------- | ------ |
| 1988년 |      | 통일민주당 | 김봉조 |

## 역대 선거 결과

### 대한민국 제13대 국회의원 선거
|  | 65.97% |

|  | 29.93% |

|  | 4.08% |